# Power Macintosh 6300
Le Power Macintosh 6300/120, vendu sous le nom de Macintosh Performa 6320 au grand public, était un Performa 6300 doté d'un processeur PowerPC 603e cadencé à 120 MHz au lieu de 100 MHz, vendu une centaine de dollars plus cher. Il intégrait 16 Mo de mémoire vive et 1,2 Go de disque dur.

## Caractéristiques
- processeur : PowerPC 603e 32 bit cadencé à 120 MHz
- bus système 64 bit à 40 MHz
- mémoire morte : 4 Mio
- mémoire vive : 16 Mio, extensible à 64 Mio
- mémoire cache de niveau 1 : 32 Kio
- mémoire cache de niveau 2 : 256 Kio
- disque dur IDE de 1,2 Go
- lecteur de disquette 1,44 Mo 3,5"
- lecteur CD-ROM 4x
- mémoire vidéo : 1 Mio de DRAM (mémoire vive dédiée)
- résolutions supportées :
  - 640 × 480 en 16 bit (milliers de couleur)
  - 800 × 600 en 8 bit (256 couleurs)
  - 832 × 624 en 8 bit (256 couleurs)
- slots d'extension:
  - 1 slot d'extension LC PDS
  - 1 slot comm
  - 1 slot entrée/sortie vidéo ou tuner TV
  - 2 connecteurs mémoire de type SIMM 72 broches (vitesse minimale : 80 ns)
- connectique:
  - 1 port SCSI (DB-25)
  - 2 ports série Din-8
  - 1 port ADB
  - sortie vidéo DB-15
  - sortie audio : stéréo 16 bit
  - entrée audio : mono 16 bit
- haut-parleur mono intégré
- dimensions : 10,9 × 32,0 × 41,9 cm
- poids : 8,6 kg
- alimentation : 55 W
- systèmes supportés : Système 7.5.1 à Mac OS 9.1